# Митькозавр из Юрковки, или химера лесного озера
Митькозавр из Юрковки, или химера лесного озера — популярная детская книга украинского писателя Ярослава Стельмаха.

## Сюжет
Сергей Стеценко, ученик теперь уже шестого классa, приезжает вместе со своим лучшим другом Митей Омельчуком в село Юрковки, где живёт бабушка Мити.
Речка, лес, безграничная и независимая жизнь ждет мальчиков.
Вскоре после приезда они узнают от Васи, который тоже приехал в село, про загадочное и страшное чудовище, которое живёт в лесном озере.
Но это не пугает исследователей, и они решают сфотографировать страшного зверя.

## Интересные факты
- Повесть «Митьказавр из Юрковки» внесена в школьную программу и изучается в 6 классе.